# Stephen M. Young
Pour les articles homonymes, voir Stephen Young et Young.
Stephen Marvin Young, né le 4 mai 1889 et mort le 1er décembre 1984 était un homme politique américain de l'État de l'Ohio. Membre du Parti démocrate, il a été sénateur de l'Ohio de 1959 à 1971.